# Kayla Day
Kayla Day (nascida em 28 de setembro de 1999) é uma tenista profissional americana. 
Ela tem um ranking mais alto na carreira de N° 122 pela Women's Tennis Association (WTA) obtido em 19 de junho de 2017. Como júnior, ela ganhou um título do Grand Slam, no US Open de 2016. Lá, ela terminou como vice-campeã na modalidade de duplas femininas, em parceria com  Caroline Dolehide. Apesar de ter sucesso como júnior, Day passou a maior parte do tempo jogando no Circuito Feminino da ITF em vez do WTA Tour, devido à sua classificação. Ela se profissionalizou oficialmente em 2017, no Australian Open.

## Início da vida e antecedentes
Day começou a jogar tênis aos sete anos de idade. Sua mãe é da República Tcheca.

## Carreira júnior
Ela foi a número 1 no ranking nacional dos EUA para meninas de 12, 14, 16 e 18 anos. Em 2016, Day subiu para o primeiro lugar no ranking júnior da ITF ao vencer o Junior US Open, chegar às semifinais em Wimbledon e chegar à final no Orange Bowl no ano anterior. Ela também alcançou seu melhor resultado em duplas em um grande evento como vice-campeã no Junior US Open 2016 com a parceira  Caroline Dolehide. Ela venceu o Campeonato Nacional Feminino de 18 anos de 2016 para ganhar um "wild card" na chave principal do US Open. Day foi treinada desde o início por Larry Mousouris, que treinou outros dois vencedores do Junior US Open (Michael Falberg e Tim Trigueiro).

## Carreira profissional

### 2016-2017: Tornou-se profissional, primeiro título, Grand Slam e estreia no nível Premier
Day fez sua estreia no WTA Tour no  Connecticut Open em New Haven, depois de chegar à chave principal como uma "lucky loser", tendo derrotado Naomi Broady e Kirsten Flipkens ao longo do caminho. Na semana seguinte, ela disputou seu primeiro Grand Slam da carreira no US Open e venceu sua primeira partida contra o compatriota Madison Brengle.
Pouco depois de completar 17 anos, Day conquistou seu primeiro título de carreira em um torneio de US$ 50.000 em Macon [en], Geórgia. Na semana seguinte em Scottsdale [en], ela chegou às semifinais para entrar no top 200 pela primeira vez. Com seu desempenho combinado nesses dois eventos, Day venceu o "Australian Open Wild Card Challenge" para ganhar uma vaga na chave principal no primeiro grande evento de 2017.
Day conquistou suas primeiras vitórias no WTA Tour da temporada - e as primeiras vitórias de sua carreira em um evento Premier Mandatory - no Indian Wells Open de 2017, incluindo uma vitória sobre a semifinalista do Australian Open de 2017 Mirjana Lučić para chegar à terceira rodada do torneio.

### 2022: qualificação para o sorteio principal do nível WTA 1000
Após quase cinco anos de ausência no nível WTA 1000, ela se classificou para a chave principal do Guadalajara Open, onde perdeu na primeira rodada para Eugenie Bouchard.

### 2023: estreia no Aberto da França e primeiro Major desde 2017
Day venceu três partidas na qualificatória do Aberto da França para participar de sua primeira chave principal no Aberto da França de 2023, bem como sua primeira aparição em um torneio do Grand Slam desde o US Open de 2017. Venceu sua partida de primeira rodada na chave principal contra Kristina Mladenovic por 7-5, 6-1. Disputou a segunda rodada contra sua compatriota Madison Keys, vencendo a cabeça de chave N° 20 em três sets. Na terceira rodada ela vai enfrentar Anna Karolína Schmiedlová.

### 2024
No Australian Open, Day perdeu para Viktoriya Tomova na primeira rodada. No Indian Wells Open, Day entrou na chave principal como uma "lucky loser", substituindo a quarta cabeça de chave e defensora do título, Elena Rybakina, diretamente na segunda rodada. 
No Aberto da França, perdeu na primeira rodada para a "lucky loser" e compatriota, Hailey Baptiste [en], em jogo de três sets.